# Balanophyllia elegans
Balanophyllia elegans är en korallart som beskrevs av Addison Emery Verrill 1864. Balanophyllia elegans ingår i släktet Balanophyllia och familjen Dendrophylliidae. Inga underarter finns listade i Catalogue of Life.